# Temple de Yue Fei
El Temple de Yue Fei, o com es coneix habitualment a la Xina, Temple Yuewang (xinès simplificat: 岳王庙; xinès tradicional: 岳王廟), és un temple construït el 1221 dC en honor de Yue Fei (1103-1142), un general de la dinastia Song del Sud quan la capital de la Xina estava a Hangzhou. Els terrenys del temple es troben en el vessant sud del pujol Qinxia, al nord del Llac de l'Oest i a la zona central de Hangzhou.

## Historia i elements del complex
El temple va ser construït l'any 1221, durant la dinastia Song, per commemorar la lleialtat i patriotisme del general Yue Fei. El lloc, que comprèn el Temple de Yue Fei, el Temple de la Lleialtat i el Mausoleu de Yue Fei, va ser posteriorment reconstruït diverses vegades.

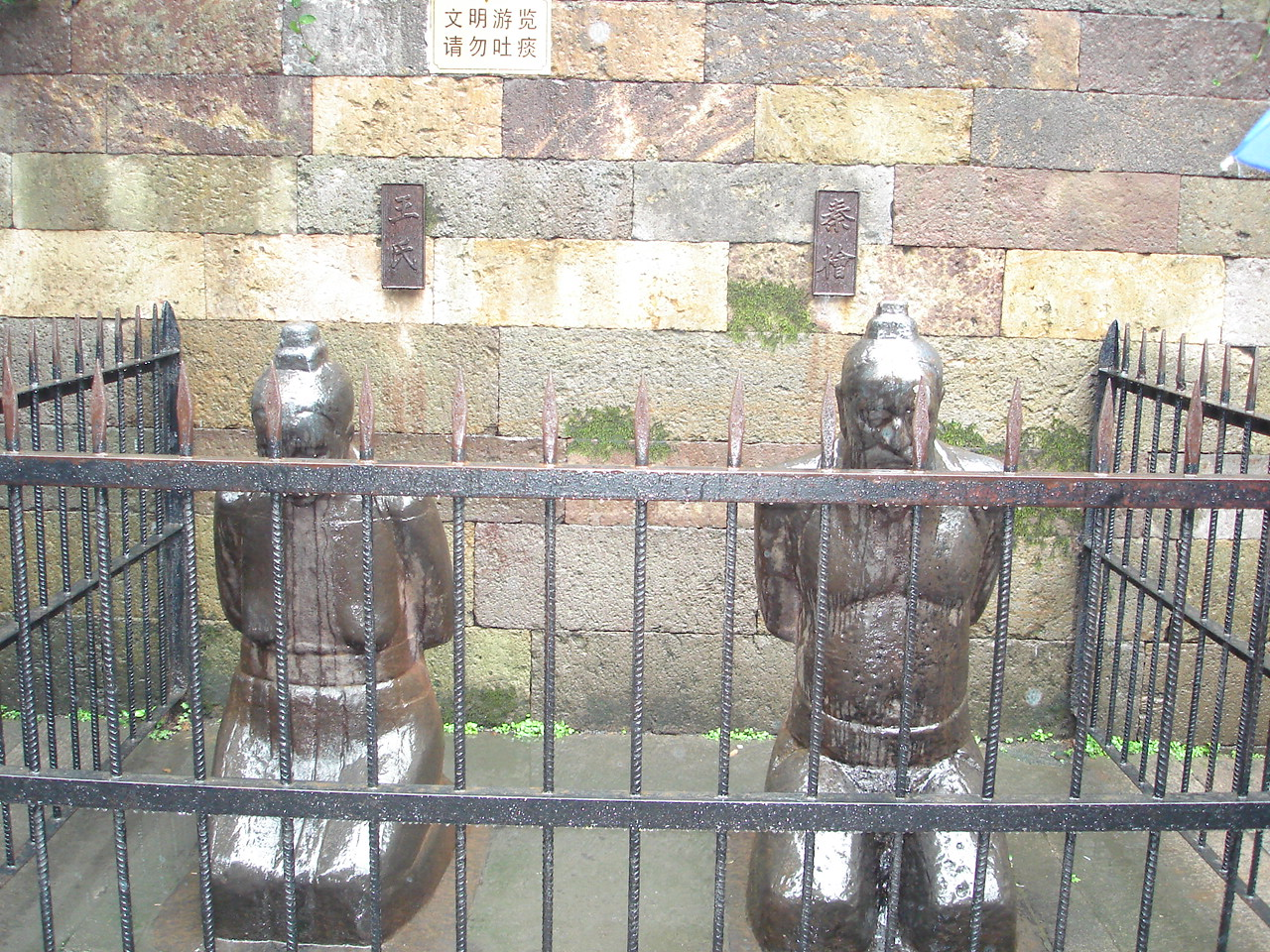
Estàtues dels "traïdors" Qin Hui (dreta, 秦檜) i la Dama Wang (esquerra, 王氏). És costum que els visitants escupin sobre elles per demostrar el seu menyspreu.

Al voltant de la tomba es pot observar un seguici compost d'estàtues de pedra de cavalls, tigres, granotes, ovelles i diferents personatges a banda i banda. La tomba del seu fill major, Yue Yun, es troba uns metres al nord d'aquesta, mentre que una inscripció amb el lema del general (que la història diu se la va tatuar a l'espatlla) està gravada en el mur de la part posterior de les tombes: «serveix a la pàtria amb absoluta lleialtat». Entre les estàtues destaquen, a part de la del propi Yue Fei, les quatre figures de ferro, de genolls i amb les mans lligades, dels considerats traïdors a la pàtria que van instigar la mort del pòstumament rehabilitat general. Les tombes i les escultures que les acompanyen estan totes datades del segle xii i han estat meticulosament restaurades.
El temple va ser reconegut el 1961 pel Consell d'Estat xinès com un monument nacional mereixedor de protecció. El 24 de juny de 2011, aquest i d'altres elements que conformen l'anomenat «paisatge cultural del Llac de l'Oest a Hangzhou» varen ser declarats Patrimoni de la Humanitat per la UNESCO.

## Galeria

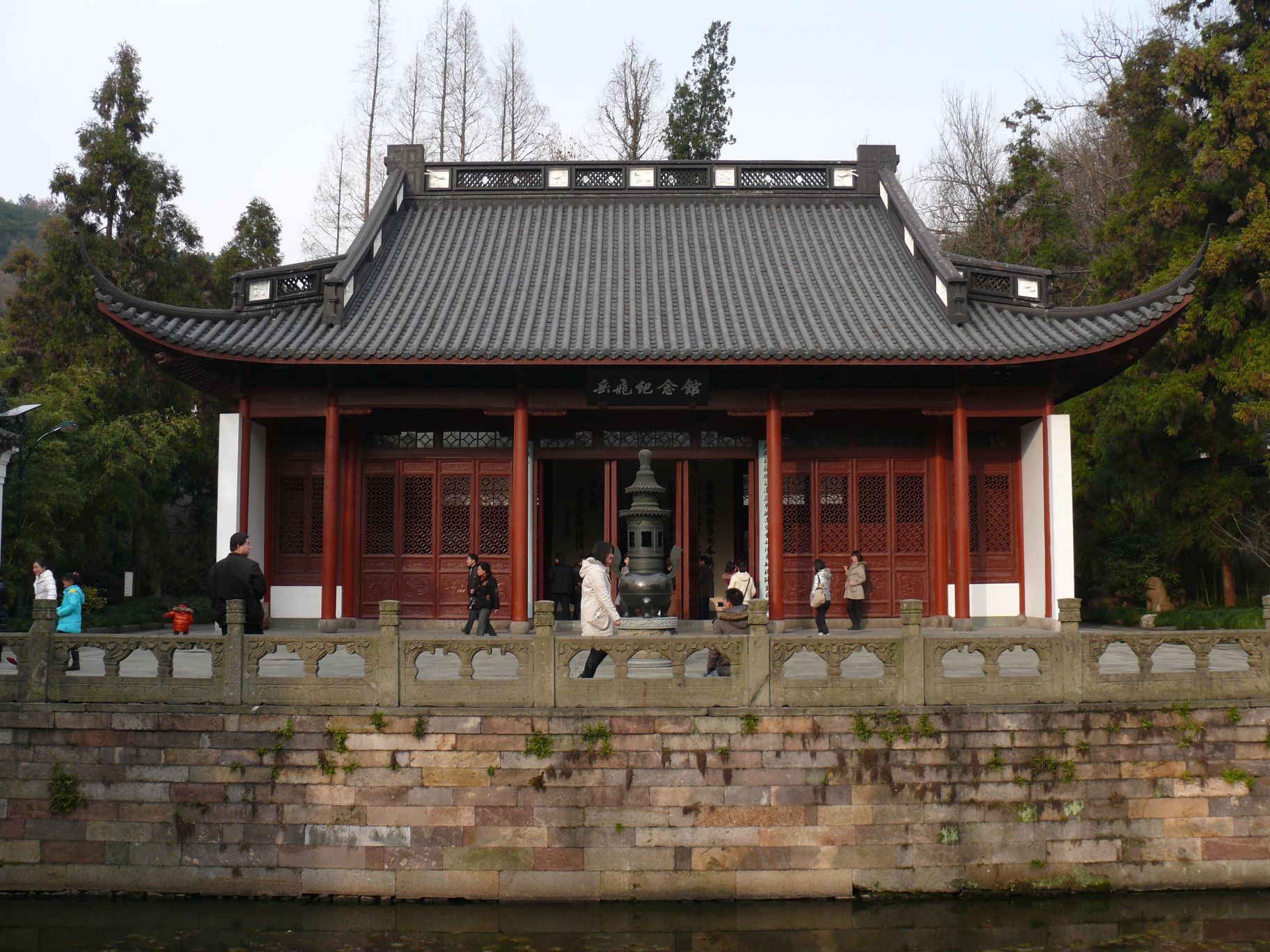
Entrada del temple.
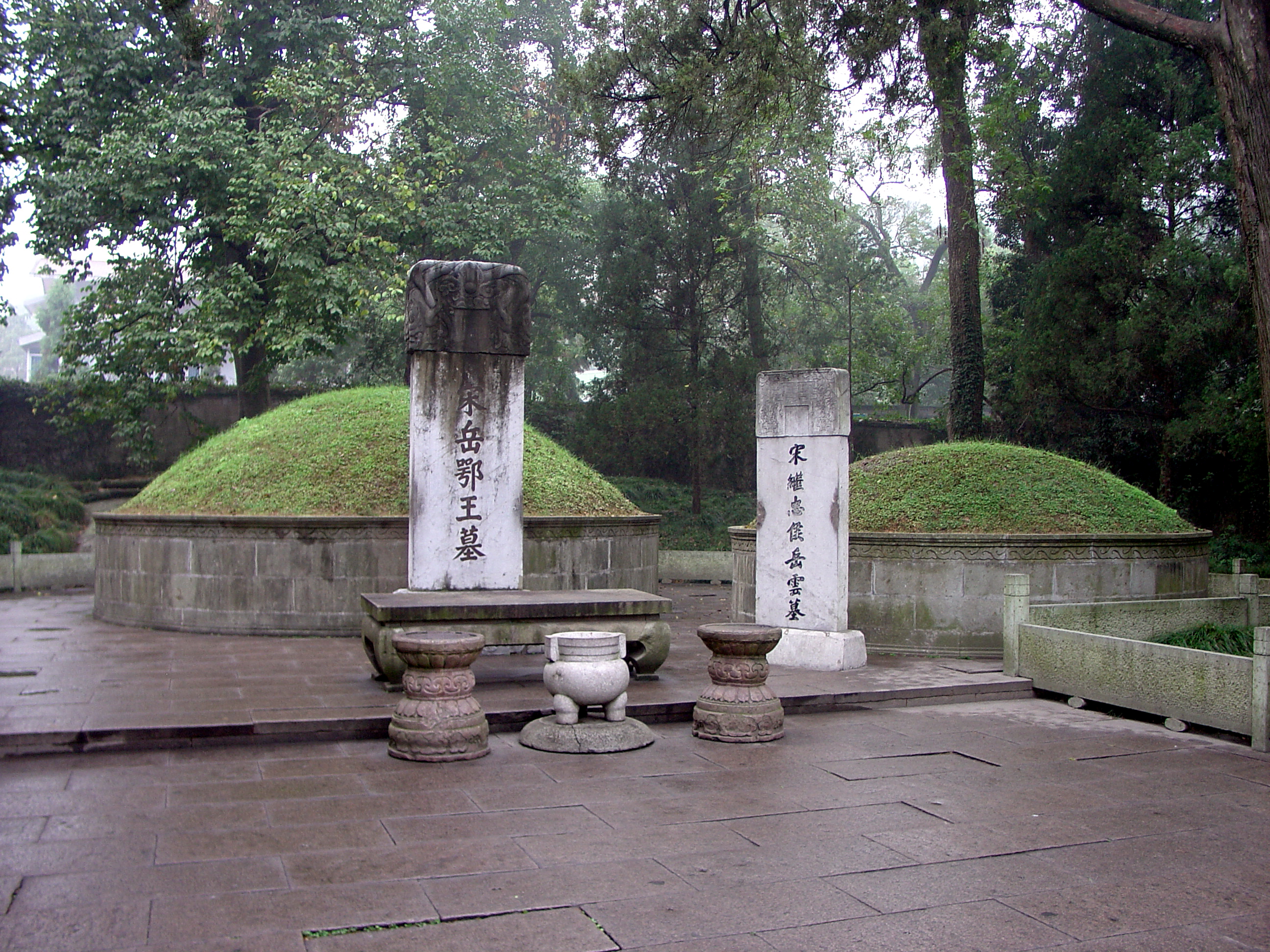
Tomba de Yue Fei.
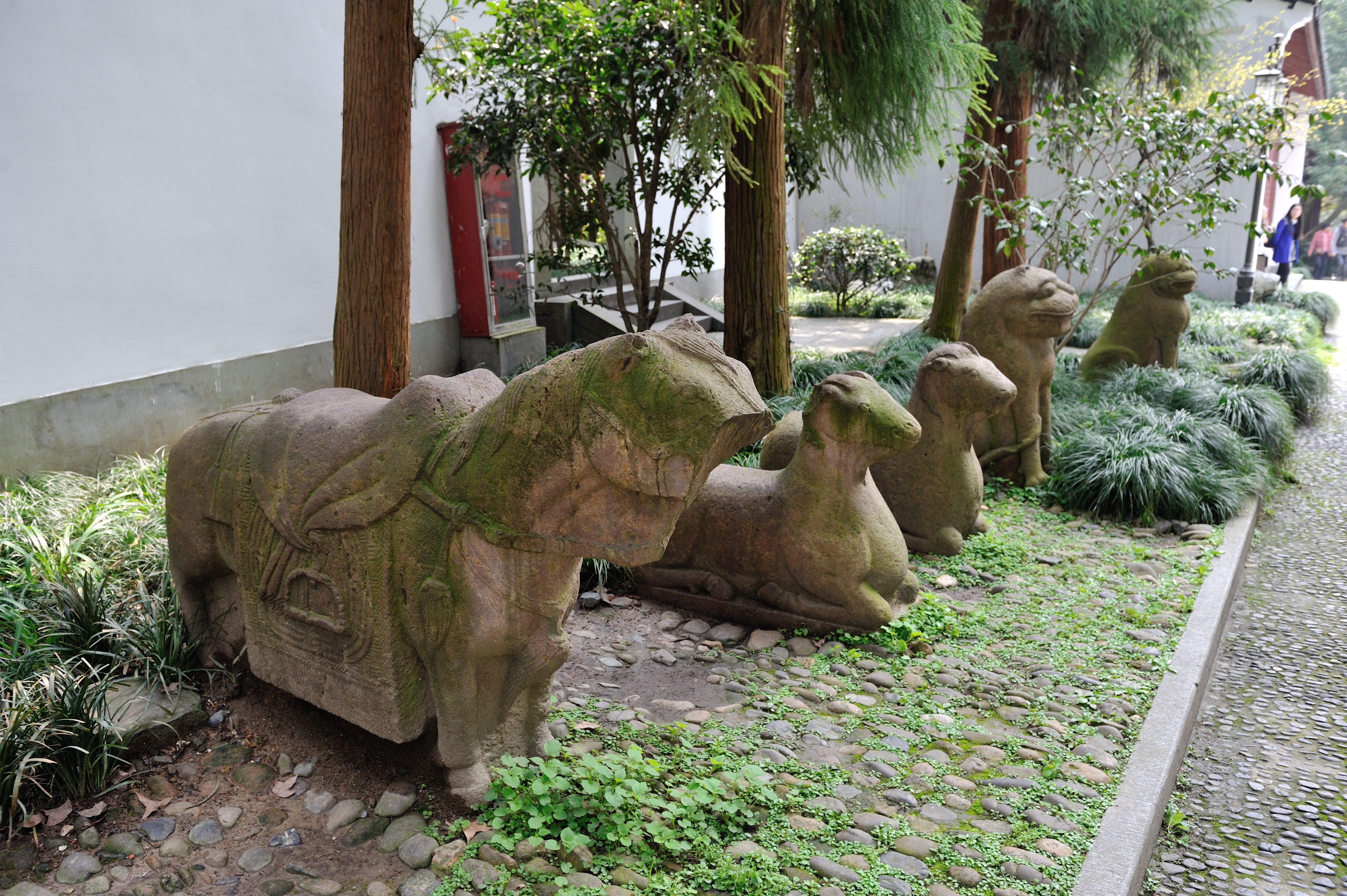
Diferents estàtues al voltant de la tomba
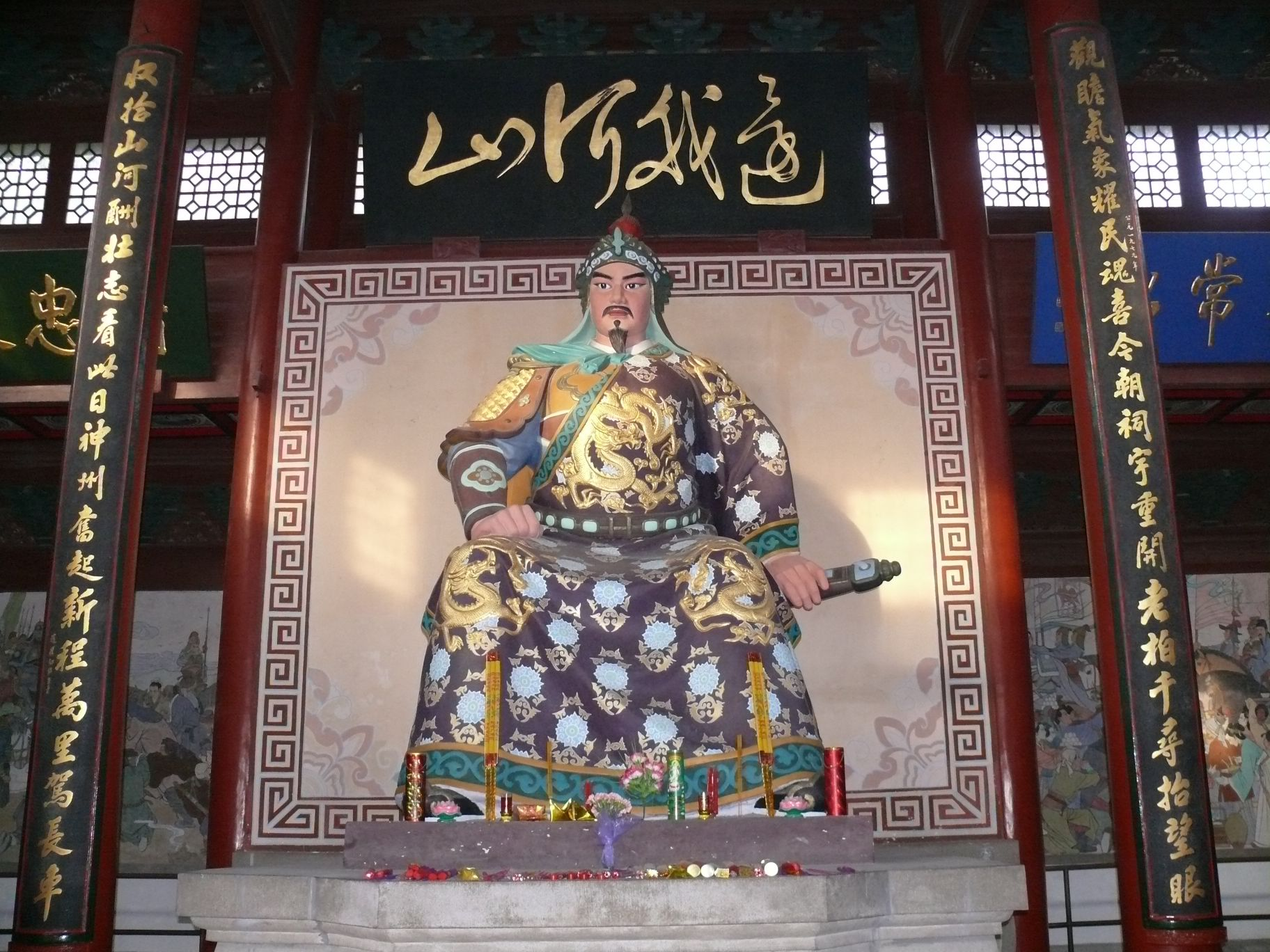
Estàtua de Yue Fei